# Microphorella papuana
Microphorella papuana är en tvåvingeart som beskrevs av Igor Shamshev och Patrick Grootaert 2004. Microphorella papuana ingår i släktet Microphorella och familjen styltflugor. Inga underarter finns listade i Catalogue of Life.